# テクノポップ
テクノポップ (Technopop/Techno Pop) は、シンセサイザー・シーケンサー・ヴォコーダーなどの電子楽器を使ったポピュラー音楽。日本語の中で使われる場合は主に1970年代後半から使われ始めた和製の音楽用語を指す。その場合は「テクノロジーポップ」の略であり、テクノと略されることもある。
EDMのジャンルに同じ名前を持つ「テクノ」が存在する。特に日本において、両者は比較されたり、混同されることがよくある。これら二つのジャンルについては、どちらも電子音楽であるため、本質的には源を同じくすることに留意する必要があるが、それぞれの音楽性は大きく異なっている。

## 概要
シンセサイザー、シンセベースなどを多用したSF的なサウンドが特徴。
電子楽器のテクノロジーを多用した最も初期のヒットは、1972年のホット・バターとポップコーン・メイカーズの競作となった「ポップコーン」である。同曲はホット・バター版がBillboard Hot 100で第9位まで上昇する大ヒットとなり、規模は小さいが日本でもヒットした。またジョルジオ・モロダーが制作したチッコリー（欧米ではチッコリー・ティップ）の1972年のヒット「恋の玉手箱」(Son of My Father)も最新の電子楽器を使用していた。この時期にはまだ「テクノポップ」という語は使われなかった。
英米では日本のテクノポップに似たスタイルのポピュラー・ミュージックは、シンセポップ（Synthpop）、エレクトロ・ポップと呼ばれていた。コンピュータやMIDI機器を用いて制作した音楽は特に「コンピュ・ミュージック」と呼ばれた。来日したミュージシャンが、「テクノポップ」という言葉を知らなかったという例は多い。また、欧州においては、「TECHNO POP」は異なる意味で使われていたともいう。
日本では1970年代末からイエロー・マジック・オーケストラ（YMO）がディスコやテレビ番組などでオンエアされ、それを追うように「テクノ御三家」（後述）が登場し、テクノポップ・ブームが起こった。
1980年代後半から流行したダンス・ミュージックのスタイルに、テクノやハウスがある。アシッドハウス、デトロイト・テクノが代表的ジャンルであるが、日本のテクノポップと直接的なつながりはないとされている。
前述した通り、日本国内においてはテクノポップとテクノの境目が曖昧であり、これはミュージシャンの音楽スタイルにも影響を与えた。例えば電気グルーヴは当初テクノポップに近い楽曲を発表していたが、後にハウス・テクノ的要素が強いバンドとなったことや、1991年頃のP-MODELがテクノの影響を受けた楽曲を多数発表していたことなどが挙げられる。

## テクノポップの歴史

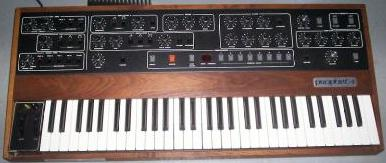
初の音色メモリ可能なポリフォニックシンセサイザー、Prophet-5 (1978年)

### 1970年代末から80年代前半

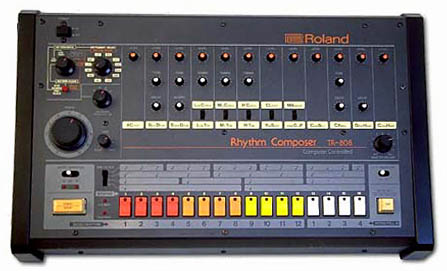
史上初のリズムマシン、Roland TR-808 (1980年) 。YMOは発売前のプロトタイプ機を使用していた。

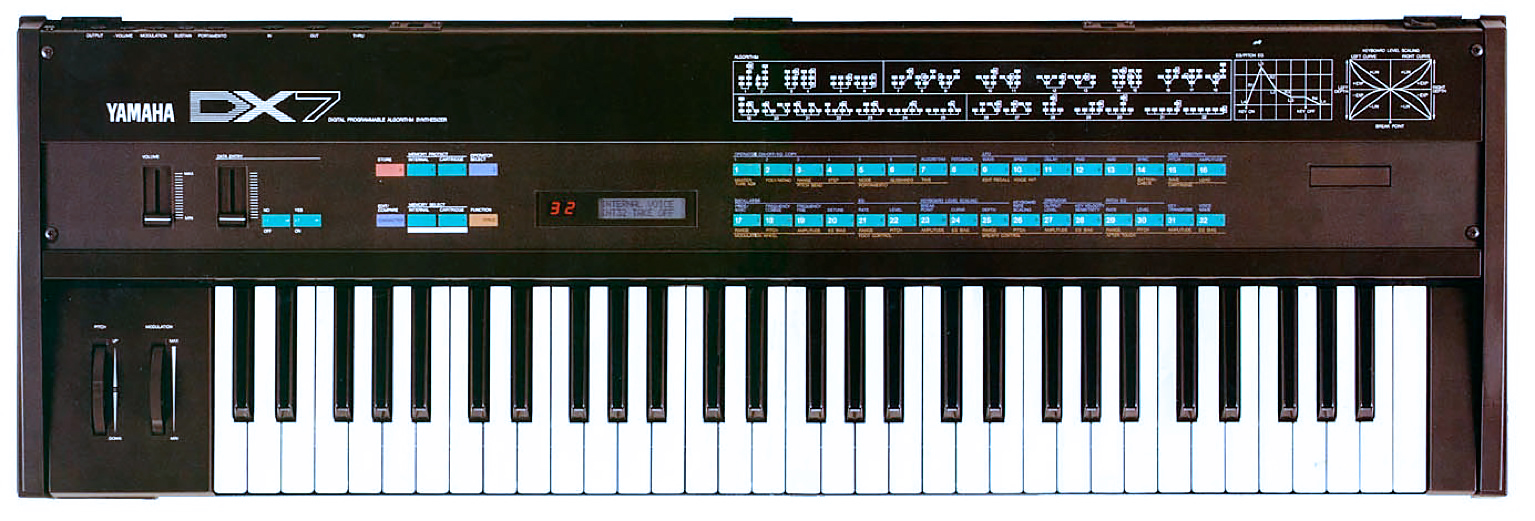
テクノポップブーム後期からバンドブーム期にかけて使用された代表的なシンセサイザー、YAMAHA DX7 (1983年)

テクノポップという言葉は、1978年、大阪で『ロック・マガジン』を発行していたロック評論家の阿木譲が、クラフトワークのアルバム『人間解体』のレビューで使ったのが初出とされている。この造語を気に入った坂本龍一がさまざまな媒体に出演して使ったことにより、一般に広まったといわれている。同じYMOのメンバー・細野晴臣は『シティロード』1981年1月号のインタビューで、質問者から「日本でのマスコミ的テクノ・ポップ・ブームについては?」という質問に対して「そもそも、YMOは言葉を否定したところからスタートしたんです。今や言葉ではコミュニケーションがとれないのではないか、たとえば男女の間でも。だから勝手に『テクノ・ポップ』という言葉で僕らを規定されてもねえ…」と述べている。渋谷陽一はNHK-FMで、クラフトワークの「トランス・ヨーロッパ・エクスプレス」や「ザ・ロボッツ」をオンエアした。1980年代には、アフリカ・バンバータがクラフトワークを使用した曲を発表した。
学習研究社が1980年5月に刊行した『NEW MUSIC'81 ニューミュージック事典』の「アーティスト名鑑」で「ヒカシュー」の項目に「1979年春、海外ではエレクトロニクスを駆使した"テクノポップ"なるものが流行していたが、ヒカシューのサウンドもまた時を同じ、この種の音楽を求めて進んでいった」と書かれていることから、日本の音楽関係者も1980年5月時点でも"テクノポップ"という言葉をあまり認識していないことが分かる。また同書にはYMOの記載もあるが、1980年5月時点でYMOを「1980年代のサウンド・リーダー」と紹介はしているが、記述も少なめでYMOをテクノポップと捉えていない。またプラスチックスは記載がないが、P-MODELはテクノポップと書かれている。
1979年からYMOブームが起きると、YMOに続く「テクノ御三家」として同年にP-MODEL、ヒカシュー、プラスチックスが紹介された。
テクノポップ流行の背景としては、当時のサブカルチャーの特徴ある「軽さ」が挙げられ、1970年代的ヒッピー文化や学生運動へのアンチテーゼ的側面が指摘される。椹木野衣は『黄色魔術』という小論でテクノポップの軽さについて論じ、テクノポップが、日本にとって1960年代から1970年代前半の文化の暗さや重さ（学生運動、劇画など）から脱却するための一つの方法論だったとの見方を提示している。
ブーム期のテクノポップ・バンドとしては他に、「恋のベンチ・シート」をヒットさせたジューシィ・フルーツ（ヒカシューと同じく近田春夫がプロデュースしている）、小川美潮が在籍したチャクラ、大橋純子&美乃家セントラル・ステイションでファンク曲を作曲したこともある土屋昌巳の一風堂などがいた。高木完やサエキけんぞうもテクノ・ポップ・グループを結成したが、ラジオではオンエアされず、不発に終わってしまった。
また、アイドルや芸能人による『テクノ歌謡』もリリースされた。これらの曲の一部は、坂本龍一らなどがプロデュースしている。ブームを担った中核的なレーベルとしては、YMOや戸川純らが在籍したアルファレコードの¥ENレーベルなどがある。
この頃来日したクラフトワークは「テクノポップ」と言う言葉を気に入り1983年にリリースを予定したアルバムタイトルを『TECHNO POP』と題したがお蔵入りとなり、1986年に『エレクトリック・カフェ』と改題してリリースした。この中に「TECHNO POP」と題する曲が収録されている。バグルスは1979年に「ラジオ・スターの悲劇」のヒットを出したあと、1980年に発表したシングル「CLEAN CLEAN」のB面に「TECHNOPOP」という曲を収録しており、アルバム『THE AGE OF PLASTIC』の1999年リマスター版にも追加収録されている。1980年代前半の欧米では、ゲイリー・ニューマン、M、リップス、ヒューマン・リーグ、ソフト・セルらが「シンセ・ポップ」の全米ヒットを送り出した。ゲイリー・ニューマン「カーズ」、M「ポップ・ミューヂック」、リップス「ファンキータウン」、ヒューマン・リーグ「ドント・ユー・ウォント・ミー」、ソフト・セル「テインテッド・ラブ」、オーケストラル・マヌーヴァーズ・イン・ザ・ダーク（OMD）「エノラ・ゲイの悲劇」。ウルトラヴォックス「ニュー・ヨーロピアンズ」、ユーリズミックス「スウィート・ドリームス」、当時の代表的なヒット曲である。ヤーブロウ&ピープルズの「ドント・ストップ・ザ・ミュージック」（1981年）はボーカルがソウルフルなため、テクノ・ポップというよりも、R&Bグループがテクノを取り入れたものと、とらえた方がよい。

### 1980年代後半

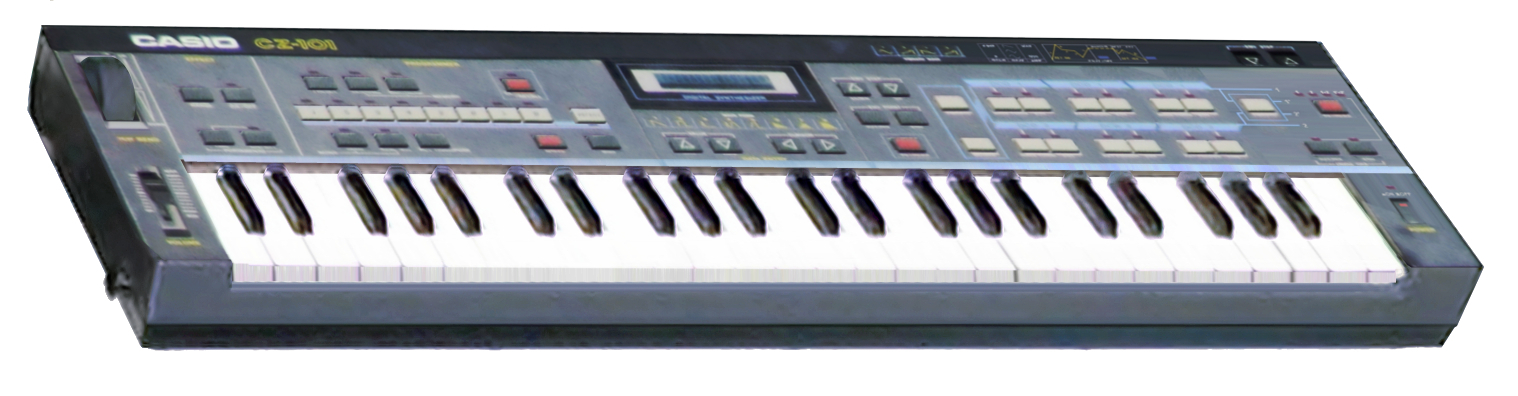
Casio CZ-101 (1984年)
通称カシオトーンは非常に安価だったことから、人生の石野卓球など主にインディーズ系ミュージシャンに支持された。

1985年頃に起こった第二次バンドブームなどの影響もあり、テクノポップやテクノ歌謡はメジャー音楽シーンから消えていく。この頃にテクノポップでデビューしたPSY・Sも、早々に「ロックバンドの音を前面に出す音楽形態」に転向している。この頃は「シンセサイザーを駆使しているがテクノポップとは異なる」音楽、すなわちTM NETWORK、accessのようなデジタルロックや喜多郎、姫神のようなニューエイジ音楽などが登場した。
一方、同時期に雑誌『宝島』などのサブカルチャー雑誌に牽引されて勃興したインディーズバンド・ブームの渦中においては、テクノポップ色の強いアーティストが存在感を放っていた。ケラ率いる有頂天らのレコードは宝島社傘下のキャプテンレコードによって全国に紹介され、また有頂天のケラが設立したナゴムレコードに所属する空手バカボンや人生などもインディーズチャートを賑わせた。有頂天の「べにくじら」や、ケラが後に結成したユニット「ロングバケーション」の「シェリーにくちづけ」テクノポップカバーなどはメジャーでリリースされ、一般にも知られている。
また同時期にテレビゲームやコンピュータゲームもブームとなっており、ゲームで演奏されるゲームミュージック、すなわちシンセサイザー音色を活かしたインストゥルメンタル音楽に傾倒していく人々も多く現れるようになった。YMOのファースト・アルバムで「インベーダーゲーム」が収録されていたように、ゲームミュージックシーンの草創期から、テクノポップシーンの人材が関わってゆくことになる。1985年には¥ENレーベルを擁するアルファレコードにおいて、初のゲームミュージック専門のレーベルとしてG.M.O.レコードも設立された。

### 1990年代
テクノポップに変わり電子音楽の主流となったジャンルの1つはテクノである。1988年以降に世界的に流行し、日本ではケン・イシイや石野卓球が有名となった。人生改め電気グルーヴは、初期はハウスやラップなどに傾倒していたが、石野がアシッドムーヴメントに触れた1990年代以降はテクノ色を鮮明にしてゆき、1997年に『Shangri-La』をヒットさせた。イギリスの808ステイト、ジ・オーブ、オービタルといったテクノアーティストがテクノ・ポップの楽曲をリミックスする企画アルバムもリリースされた。
楽器メーカーが数々のシンセサイザーを発売し低廉化・大衆化する動きがあったものの、1990年代末期までの間はテクノポップのリバイバル化に直接影響することは無かった。
しかし、1990年代前半に流行し、21世紀のテクノポップやフューチャーポップに影響を与えた渋谷系の中で細々とテクノポップに類する音楽は制作されており、特に佐藤清喜と清水雄史からなるnice musicは「キラキラ」して「ピコピコ」しているためフューチャーポップの先駆けと言われる事もある。しかしこうしたテクノポップは小室ファミリーのようなカッコ良さを求める時代のトレンドから乖離していたため注目されず、後の音楽シーンに多大な影響を与えたとは言い難かった。従って、渋谷系のテクノポップはオーパーツ・ミュージック的な扱いに留まっている。

### 2000年代以降

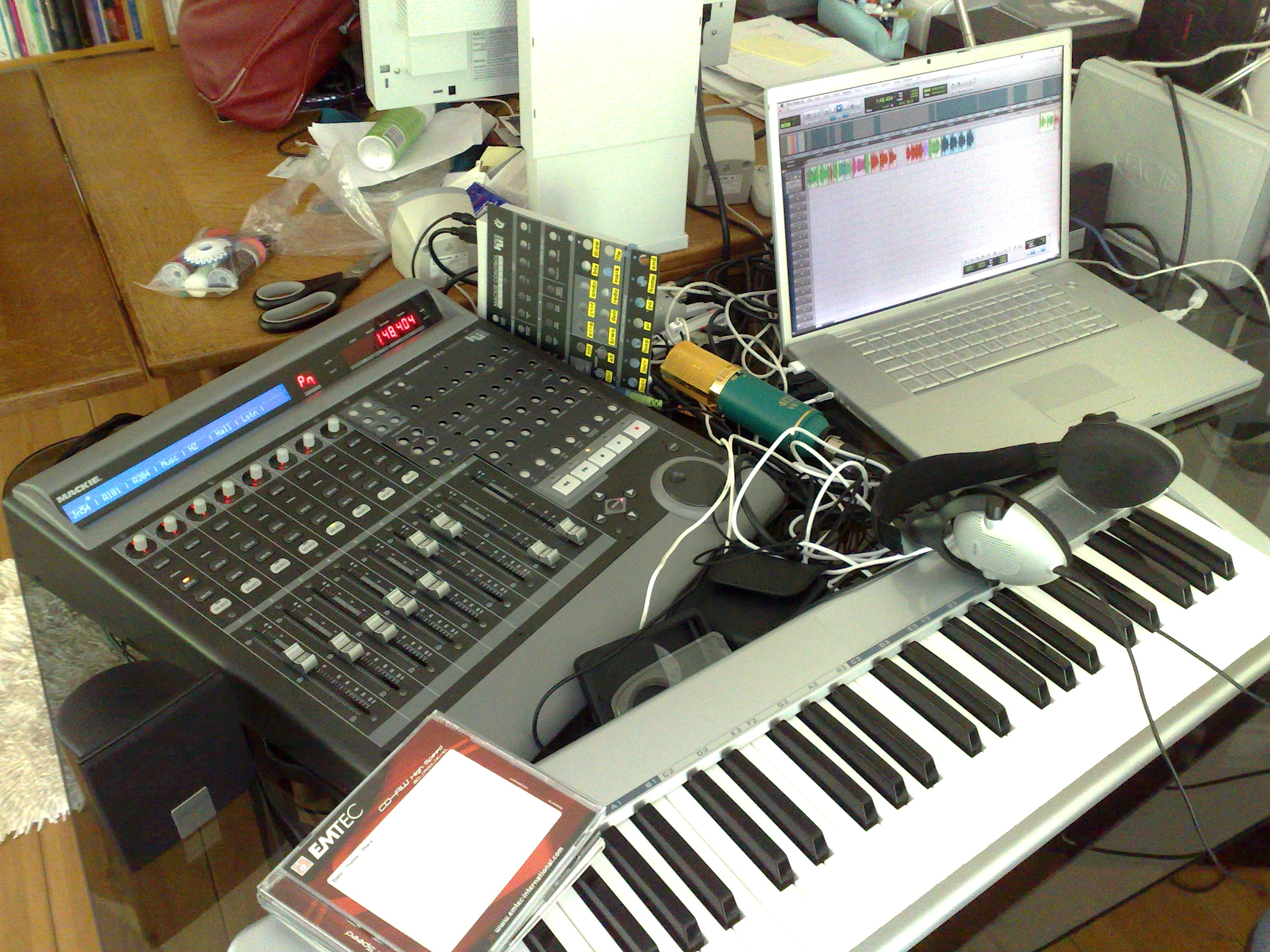
1990年代から2000年代以降に一般的となったDAWの例。パソコンやソフトウェアシンセサイザーを活用し、過去の名機の音色も再現可能。

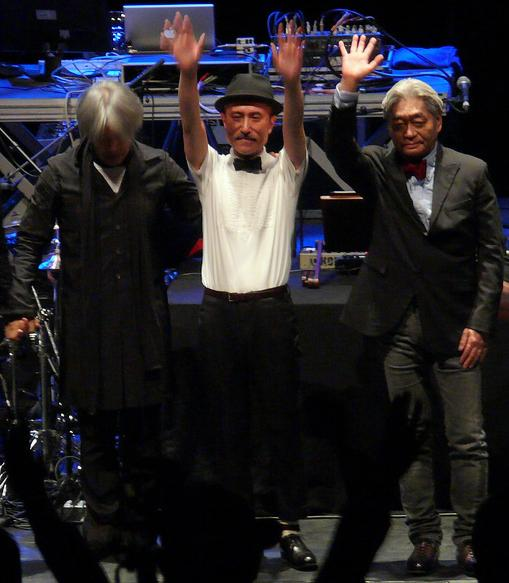
2000年代に再結成したYMO (2008年)

テクノポップが再度注目されるようになったのは主にインディーズ音楽シーンで、1998年にリリースされた『東京NEW WAVE OF NEW WAVE '98』というコンピレーション・アルバムで東京の一部で流行していたネオ・ニューウェイヴが総括されて以降、参加していたMOTOCOMPOを筆頭とした様々なミュージシャンらにより21世紀型のテクノポップやフューチャーポップが形作られていった。さらにテクノ音楽シーンではKAGAMIがシンセサイザーやボコーダーを駆使したテクノポップ寄りのダンス・ミュージックをリリースし人気を集めた。
CAPSULEで活動していた中田ヤスタカがプロデュースするユニット、Perfumeが東京のインディーズレーベルでシングルを発売、この中にジューシィ・フルーツのヒット曲「ジェニーはご機嫌ななめ」をカバー収録。テクノポップの再アピールが目立ち始める。Perfumeは2007年に『ポリリズム』のCM起用で一般的知名度を獲得し、2008年にアルバム『GAME』が、「テクノポップ・ユニット」と称されるユニットとしては、YMO以来4半世紀ぶりにオリコン週間チャート1位を記録した。この当時、一般人にとってこうした現代的なテクノポップはPerfumeの作品が唯一と言っても過言ではなく、非常に強烈な印象を残し、また一発屋になることなく国民的なユニットに成長して行った。この時代に始まる第二次テクノポップブームは中田ヤスタカに負うところが大きく、「テクノポップ第二世代」を掲げるAira Mitsuki、Sweet Vacationなどを初めとする数々のフォロワーも現れた。また、「キラキラ系」「ピコピコ系」など様々な分類がなされた。何れもネオ渋谷系を起源とするおしゃれで都会的な感覚を引き継いでいた。テクノポップは同時期に普及したDTMと親和性が高く、VOCALOIDの登場でボーカルも合成できるようになったことから、最小構成ではラップトップ1台のみで制作が完結できるようになったこともあって以後の日本のDTM界隈では似たような音楽が大量に制作されるようになった。こうした音楽は、2010年代にネット音楽シーンから登場してくるミュージシャンにも多大な影響を与えた。海外でのダブステップやEDMといった「バキバキ系」の音楽の流行と一線を画し、日本では表拍（ダウンビート）なテクノポップ的楽曲が目立った。
インディーズ音楽シーンにおいてもシンセサイザーやPCのさらなる普及により、アーバンギャルド、FLOPPYなどのテクノポップアーティスト、T4P recordsやウサギチャンレコーズなどの専門レーベルが活躍している。
2000年代に始まったテクノ・ポップの復活は、2010年代に入るとJ-Popの一ジャンルと見る傾向も出てきた。2011年にはきゃりーぱみゅぱみゅの「PONPONPON」が日本でヒットを記録し日本以外の一部の国々で動画サイトを通じ知られるようになった。その後、2010年代を通して世界各国で爆発的な人気を誇った。Perfumeは海外ライブも実施した。

## YMOとテクノ御三家
1979年のYMOブームによりP-MODEL、ヒカシュー、プラスチックスの「テクノ御三家」が出て来たわけではなく、それぞれ源流も全く異なっている。P-MODELは平沢進が高校時代（1973年）から結成していたプログレッシブ・ロックバンドのマンドレイクが、電子音とバンドサウンドを同期させたスタイルに転じたものであったが、年代事にメンバーが変わり、ダークテクノ、ニューウェーブ、アジアンテクノと2000年に活動停止までテクノミュージックの追及を行った。演劇畑出身の巻上公一を中心とし、劇団から転じて1978年に命名されたのがヒカシューであり、後に巻上公一とヒカシューはテクノ・ポップの枠にとどまらず、前衛音楽や前衛ロック、フリージャズの分野へと、大きく羽ばたいていった。プラスチックスは1976年に立花ハジメを中心としたファッションデザイナーらによって結成されたバンドで、のちのバブル期の日本を先取りしたような軽さをうち出し、米国にてツアーも行った。
ヒカシューの巻上公一曰く、YMOとテクノ御三家の明確な違いとして、YMOは松武秀樹がシンセのプログラミング等の機材セッティングを行い、機材もプロユースの物をリースしていたのに対し、テクノ御三家は自分達で購入可能な機材を揃え、全て自分達でやっていたとしている。また、YMOとテクノ御三家はライバル関係のような状態だった為、別に仲が悪い訳では無かったが、当時は時代背景もありインタビューでお互いに悪口を言い合っていたという。

## テクノ歌謡など

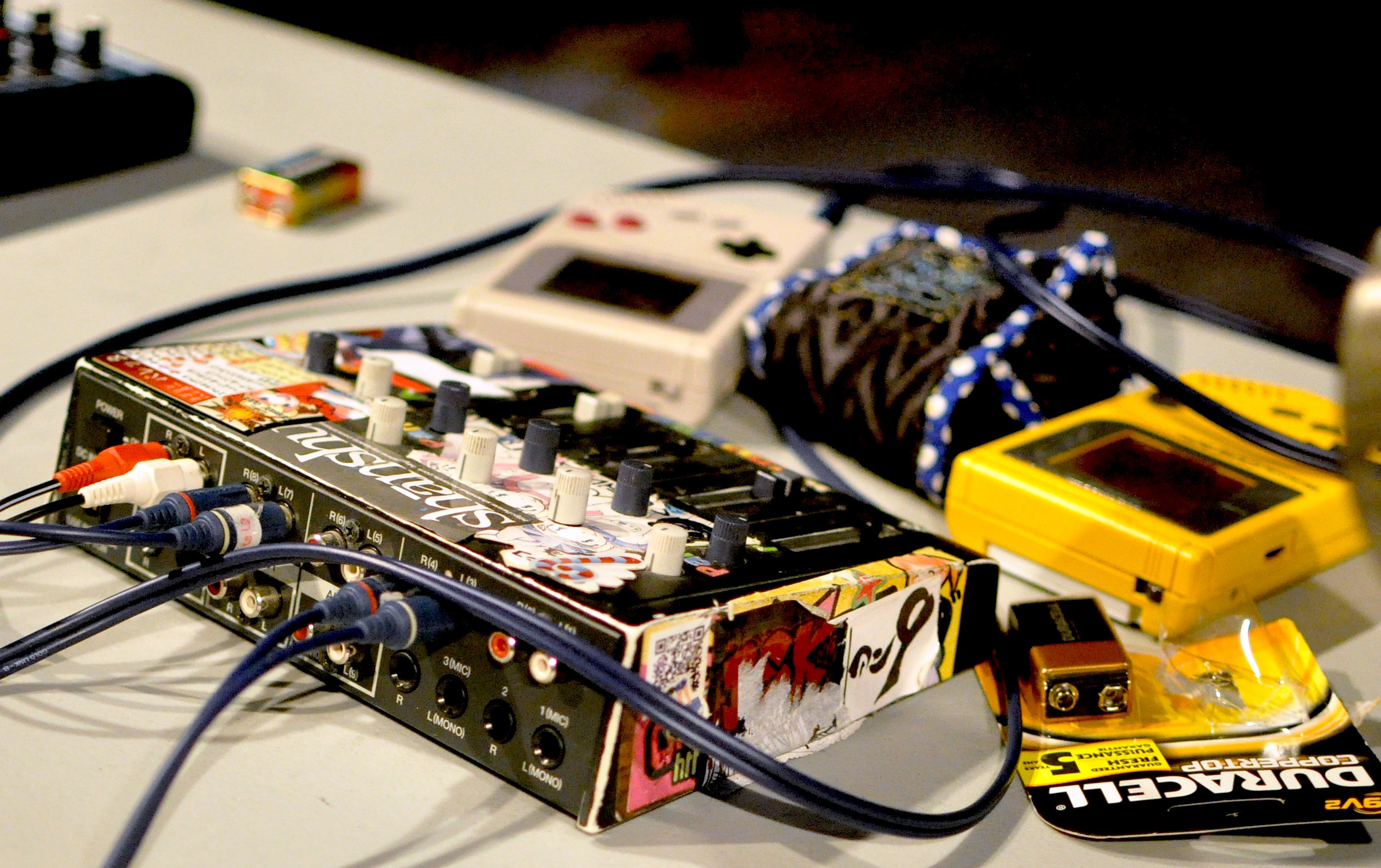
チップチューンを演奏する際の機材構成の例。ゲームボーイ (1989年) の内蔵音源を楽器として使用。

テクノ歌謡
歌謡界でもっとも初期にシンセドラム（en:Electronic drum）を使用した楽曲はピンク・レディー「サウスポー」（1978年3月）であり、もっとも初期にYMOを「編曲」に起用したのは、近田春夫「エレクトリック・ラブ・ストーリー」（1979年）である。また沢田研二「TOKIO」や、筒美京平が初めて手がけた「テクノ歌謡」が、榊原郁恵の「ROBOT」（編曲：船山基紀、1980年6月1日）である。このあたりから「テクノ歌謡」は出現する。
この当時のシンセドラムは、アメリカのPOLLARD社のSYN-DRUMS。そして日本製のULT-SOUND(アルトサウンド)といった機材であり、本格的ドラムセットの体をなすというよりは、あくまでも効果音的な使われ方をしていた。今の電子ドラムのように「ドラム・セット」然とした電子ドラムの登場は、シモンズ（en:Simmons (electronic drum company)）のシンセドラム（en:Electronic drum）の登場を待たねばならなかった。
イモ欽トリオの「ハイスクールララバイ」（1981年）はミリオンセラーとなり、川上さんと長島さん「きたかチョーさんまってたドン」（1983年）ほか、当初コメディアンに多く楽曲が提供される。その後、アイドルの楽曲でもテクノポップ調の伴奏をバックに歌唱するスタイルが確立。のちにこれらは「テクノ歌謡」と呼ばれた。当初は打ち込み演奏+生演奏でニュー・ウェイヴやテクノを意識したものと定義された。
フューチャーポップ
テクノを始めとするダンス・ミュージックにメロディアスな歌詞やシンセリード演奏を加えた派生音楽の1つ。SUPERCARの「YUMEGIWA LASTBOY（映画『ピンポン』の挿入歌）」が例である。他にRAM RIDER、元気ロケッツなど。
チップチューン
ファミリーコンピュータなどFM音源以前のゲーム機・PCの音源（PSG・波形メモリ音源など）をメインに用いた電子音楽の1つ。日本では桃井はるこ（代表曲・「ワンダーモモーイ」「きみはホエホエむすめ」）や高橋名人（代表曲・「スターソルジャーのテーマ」）などのチップチューン伴奏によるテクノ歌謡が有名。